# 藤田敬三
藤田 敬三（ふじた けいぞう、1894年3月22日 - 1985年11月29日）は、日本の経済学者。大阪経済大学学長（第3代）、同理事長を歴任。大阪市立大学経済学博士、同名誉教授。日本経済政策学会名誉会員。
大阪市立大学名誉教授で元大阪経済法科大学学長の藤田整は子息。

## 来歴・人物

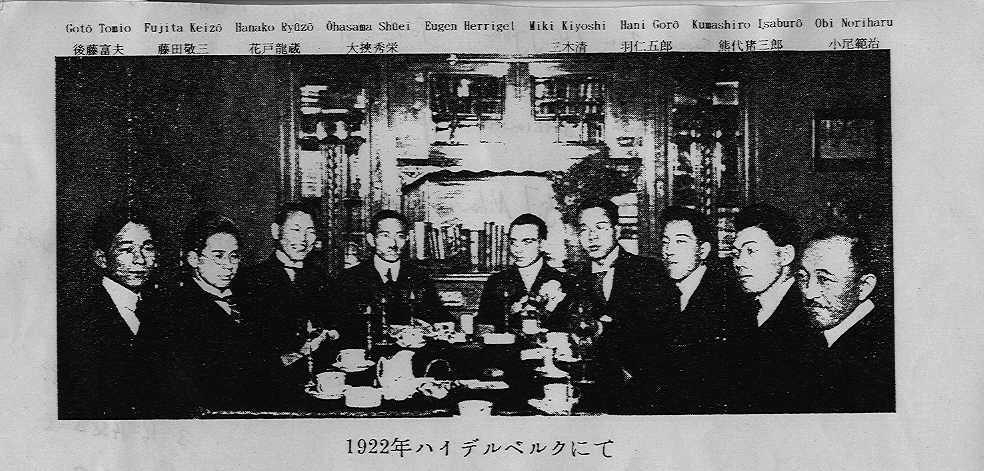
1922年、ハイデルベルクの大峽（大巌）秀榮のアパートでオイゲン・ヘリゲルと日本人留学生たち。左から後藤富夫、藤田敬三、花戸龍蔵、大峽、ヘリゲル、三木清、羽仁五郎、熊代猪三雄、小尾範治

香川県三野郡本山村（現 三豊市豊中町）出身。旧制香川県立三豊中学校、旧制第三高等学校を経て、1921年京都帝国大学経済学部卒業、同大学院に進み河田嗣郎に師事。1922年より文部省在外研究員として欧州に留学。羽仁五郎、大学同窓の三木清らと同時期にドイツ・ハイデルベルク大学で学び交流をもった。
1924年彦根高等商業学校教授、1927年京都帝国大学農学部農林経済学科講師。1929年に恩師河田が初代学長を務める大阪商科大学に迎えられ助教授、1933年教授。経済政策、工業政策を講じた。戦後は1949年に大阪商科大などを母体として設立された大阪市立大学商学部教授に就任、学部長や経済研究所長を歴任した。1954年日本学術会議会員。同年、中華人民共和国との貿易促進を目的とした日本国際貿易促進協会関西総局の設立に関わり、10月には建国5周年記念の国慶節に招かれ訪中、学術文化視察団員として要人との会見を果たしている。1957年大阪市立大学を定年退官し名誉教授。退官後は前身の昭和高等商業学校時代より教授（兼任）を務めていた大阪経済大学専任教授となり、1960年学長に就任（-69年）。1962年に「日本下請制工業の研究」で経済学博士（大阪市立大学）の学位を取得。1963年からは大阪経済大学の中小企業経営研究所長なども兼務した。1974年に1951年以来2度目となる同大学理事長に就任し逝去までその任にあった。
専門は、工業政策、中小企業経営論。主に中小企業問題、特に下請問題に関する研究。生産形態の発展段階と生産形態を支配するものの支配の諸形態の発展段階を明確に区別し、両者の関係を明らかにする過程において、下請制の本質が解明されるとした。織物業や機械器具工業等の下請制工業等を実証分析し、その結論として、下請工業を問屋資本並びに産業資本の商業資本的充用の特殊形態と規定。この商業資本的充用の具体化として、第1に労働力の分散、第2に退職手当積立金、福利施設等の負担回避、第3に固定資本の節約、第4に労働者間の競争による生産コスト切り下げ、第5に資本の回転期間の回避をあげる。中小企業を日本資本主義経済構造の中で把握し、下請制を工業資本の商業資本的充用なる生産関係と捉えた。

## 略歴
- 1921年 - 京都帝国大学経済学部卒業
- 1922年 - 文部省在外研究員としてドイツ、フランス、イギリスに留学
- 1924年 - 彦根高等商業学校教授
- 1927年 - 京都帝国大学農学部農林経済学科講師
- 1929年 - 大阪商科大学助教授
- 1933年 - 大阪商科大学教授
- 1949年
  - 大阪市立大学教授
  - 大阪市立大学商学部長（兼任）
  - 大阪市立大学経済研究所長（併任）
- 1954年 - 日本学術会議会員
- 1957年 - 大阪市立大学名誉教授
- 1960年 - 大阪経済大学学長
- 1963年 - 大阪経済大学産業経済研究所長兼中小企業経営研究所長（学長兼）
- 1974年 - 大阪経済大学理事長
- 1980年 - 日本中小企業学会副会長

## 著書
- 『カルテル闘争論』甲文堂書店（最近経済問題叢書）1936年
- 『日本産業構造と中小企業：下請制工業を中心にして』岩波書店、1965年

### 編書
- 大阪商科大学経済研究所編『世界経済年表』編纂責任者[15]、岩波書店、1937年
- 『世界産業発達史研究』伊藤書房、1943年
- 『下請制工業：時局と中小工業6』〔日本学術振興会第23小委員会報告〕有斐閣、1943年
- 『民族資本と労農階級』創元社（現代国民選書）1953年

### 共編書
- 『中小工業の本質』伊東岱吉共編、有斐閣（中小企業叢書）1954年
- 『日本の中小企業』金持一郎共編、日本評論新社、1955年
- 『日本経済政策の展開』宮田喜代蔵共編、関書院出版、1958年
- 『中小企業論』竹内正巳共編、有斐閣（有斐閣双書）1968年
- 『発展途上国の工業化と中小企業』藤井茂共編、有斐閣（中小企業叢書）1973年
- 『経済の国際化と中小企業』藤井茂共編、有斐閣（中小企業叢書）1976年

### 訳書
- ポール・ラファルグ『財産制度の発達』河田嗣郎校閲、中外文化協会（中外名著叢書）1922年
- エルトン・メイヨー『アメリカ文明と労働』名和統一共訳、大阪商科大学経済研究会、1951年

### 監修
- 『クライネス経済学辞典』小谷義次他編、創元社、1952年

### 追悼論文集
- 伊東岱吉編著『経済構造変動と中小企業：藤田敬三先生追悼論文集』中央経済社、1987年